# Zoraida fistulator
Zoraida fistulator är en insektsart som beskrevs av Ronald Gordon Fennah 1956. Zoraida fistulator ingår i släktet Zoraida och familjen Derbidae. Inga underarter finns listade i Catalogue of Life.